# Fibra dietética
A fibra dietética ou fibra alimentar é um carboidrato não digerível presente em alimentos derivados de vegetais. Ela tem dois componentes principais:
- A fibra solúvel, a qual se dissolve em água, é facilmente fermentada no cólon em gases e subprodutos fisiologicamente ativos, e pode ser pré-biótica e viscosa.
- A fibra insolúvel, a qual não se dissolve em água, é metabolicamente inerte e proporciona volume, ou pode ser pré-biótica e fermenta metabolicamente no intestino grosso.[1]

Agrupamento de fibras absorvem água à medida que se movem através do sistema digestivo, facilitando a defecação.
As fibras dietéticas podem atuar alterando a natureza do conteúdo do trato gastrointestinal, mudando a forma como nutrientes e produtos químicos são absorvidos. Alguns tipos de fibras solúveis absorvem água e se tornaram uma substância gelatinosa, viscosa, a qual é fermentada por bactérias no trato digestivo. Alguns tipos de fibras insolúveis têm ação espessante e não são fermentadas. A lignina, uma das principais fontes de fibra dietética insolúvel, pode alterar a taxa de metabolismo e de fibras solúveis. Outros tipos de fibras insolúveis, nomeadas de amido resistente, são totalmente fermentadas.
Quimicamente, a fibra dietética é composta por polissacarídeos tais como arabinoxilanos, celulose, amido resistente, dextrina resistente, inulina, lignina, ceras, quitinas, pectinas, beta-glucanos, e oligossacárideos (fructan). O termo "fibra" é enganoso, uma vez que muitos tipos de fibras dietéticas não são realmente fibrosos.
Alimentos fontes de fibras alimentares muitas vezes são divididos de acordo com o que fornecem (predominantemente) de fibra solúvel ou insolúvel. Alimentos de origem vegetal contêm os dois tipos de fibras em graus variados, de acordo com as características do vegetal.
Vantagens do consumo de fibras são a produção de compostos saudáveis durante a fermentação de fibra solúvel, a capacidade da fibra insolúvel de aumentar em volume, amolecer as fezes e reduzir seu tempo de trânsito através do trato intestinal. Uma desvantagem de uma dieta rica em fibra é o potencial para a produção de gases intestinais e inchaço significativo.[carece de fontes?]

## Definição
A definição de fibra dietética já foi uma fonte de controvérsia científica, onde a FAO em dois relatos consecutivos sugeriram a eliminação do termo "fibra dietética". Este termo hoje é aceito por consumidores, indústrias alimentícias e por órgãos do governo.
As definições e termos com relação às fibras alimentares são diferentes em diversas partes do mundo.
Existem várias definições para o termo "fibras alimentares", onde no caso de Burkitt e Trowell definiram fibras como: "Componentes contidos nas paredes das células dos vegetais e não digeríveis pelo intestino delgado do ser humano, logo não fornecem energia (caloria)."
Hoje em dia a definição de fibra alimentar foi ampliada, podendo ser classificada como: "polissacarídeo armazenado na célula da planta" (grupo dos carboidratos).
Em relação à terminologia, a fibra pode ser crua, vegetal ou fezes. A fibra crua é o resíduo obtido após o tratamento dos vegetais com álcalis e ácidos, sendo um conceito químico e não biológico.
As fibras alimentares derivam-se principalmente de parede celular e de estruturas intercelulares dos vegetais, frutos e sementes, estando associadas a outras substâncias como proteínas, compostos inorgânicos, oxalatos, fitatos, lignina e substâncias fenólicas de baixo peso molecular. Já a maioria dos grãos possuem alto peso molecular.
As fibras possuem excelentes propriedades quando os alimentos ingeridos estão em sua forma natural, ou seja, com a casca, pois o cozimento de verduras e legumes, por exemplo, faz com que tenham muitas perdas das quantidades de fibras, podendo perder sua ação e propriedades.
Apesar de diversas ações benéficas das fibras em nosso organismo, altas doses são desaconselháveis, pois o excesso pode interferir negativamente na absorção de minerais, especialmente cálcio e zinco. Não possuem efeito cumulativo, ou seja, são essenciais na dieta.

## Importância
As fibras alimentares ou fibras dietéticas vêm despertando grande interesse em pesquisas científicas, entretanto, a investigação sobre o papel das fibras na dieta no organismo humano não é nova. A propriedade laxativa do farelo de trigo é reconhecida desde do tempo de Hipócrates e foi comprovada por pesquisas científicas realizadas nos anos 30,[carece de fontes?] valorizando o emprego das fibras alimentares para tratar a constipação intestinal.
Nos anos 50, alguns pesquisadores começaram a notar que em coletividades não submetidas aos processos da industrialização de alimentos, os casos de constipação intestinal eram raras, ou mesmo inexistentes.[carece de fontes?]
O interesse de fibras alimentares na dieta surgiram no início da década de 70, com grupos de voluntários na África, pela ação de dois médicos ingleses, Denis Burkitt e Hugh Trowell, onde descobriram que muitas doenças ocidentais eram decorrentes da falta de fibras na dieta. Os nativos eram habituados a refeições ricas em cereais integrais, verduras, frutas e legumes, que muitas vezes o consumo de fibras alimentares chegavam até 150 g/dia, enquanto que em países desenvolvidos o consumo chegava a aproximadamente 15 g/dia,por este motivo os nativos não conheciam as doenças gastrointestinais e todas as demais enfermidades comuns em países desenvolvidos e subdesenvolvidos, onde a ingestão de alimentos refinados e de origens animais superaram a dos vegetais e alimentos integrais. [carece de fontes?]
A partir deste ponto, os cientistas chegaram a seguinte conclusão: se o homem voltasse à dieta para o qual está geneticamente adaptado, com mais itens vegetais, naturalmente consumiria mais fibras alimentares e menos gordura, trazendo diversos benefícios para a saúde, prevenindo a incidência de câncer e doenças cardiovasculares, que juntas correspondem a mais de 80% de mortes prematuras em países desenvolvidos e subdesenvolvidos como no caso do Brasil.[carece de fontes?]
Um estudo da Universidade de Leeds indica que o consumo diário de 30 gramas de fibras presentes nos alimentos reduz pela metade o risco de câncer de mama.
Outro estudo indica que o consumo de fibras, particularmente de grãos integrais, diminui os riscos de desenvolver doença pulmonar obstrutiva crônica. O consumo de fibras também está associado à prevenção contra diabetes.
Dentre todas as virtudes das fibras alimentares, a mais conhecida por quem busca uma dieta equilibrada é, sem dúvida o bom funcionamento do intestino e prevenção de doenças, além de terem efeito sobre diversos parâmetros fisiológicos.
Com o aumento da expectativa de vida dos brasileiros e ao mesmo tempo o crescente aparecimento de doenças crônicas como obesidade, aterosclerose, hipertensão, osteoporose, diabetes e câncer, está havendo uma preocupação maior, por parte da população e dos órgãos públicos de saúde, com a alimentação. Hábitos alimentares adequados como o consumo de alimentos pobres em gorduras saturadas e ricos em fibras presentes em frutas, legumes, verduras e cereais integrais, juntamente com um estilo de vida saudável (exercícios físicos regulares, ausência de fumo e moderação no álcool) passam a ser peça chave na diminuição do risco de doenças e na promoção de qualidade de vida, desde a infância até o envelhecimento.
O papel da alimentação equilibrada na manutenção da saúde tem despertado interesse pela comunidade científica que tem produzido inúmeros estudos com o intuito de comprovar a atuação de certos alimentos na prevenção de doenças.
No Japão, em 1984 se iniciou um projeto de pesquisa sobre alimentos que além de satisfazerem às necessidades nutricionais básicas desempenhavam efeitos fisiológicos benéficos. A partir dos dados acumulados pelos estudos, em 1991 a categoria de alimentos foi regulamentada recebendo a denominação de "Foods for Specified Health Use" (FoSHU). A tradução da expressão para o português é alimentos funcionais ou nutracêutico.

## Classificação das fibras alimentares
Os dietistas classificam as fibras dietéticas de acordo com a sua capacidade para se dissolverem em água. As pectinas, gomas, mucilagens, e algumas hemiceluloses dissolvem-se em água e por isso são denominadas de fibras solúveis. A celulose e a lignina não se dissolvem em água e por isso são consideradas fibras insolúveis.
Apenas os alimentos vegetais apresentam fibras dietéticas. Entre os alimentos ricos em fibras dietéticas incluem-se os cereais e sementes integrais tais como o arroz integral, a aveia, e os legumes tais como o feijão.
A aveia integral, os legumes, a fibra de soja, e algumas frutas são ricos em fibras solúveis, enquanto que o trigo integral, e a maior parte das sementes e cereais são ricos em fibras insolúveis.
As fibras solúveis da aveia demonstraram ter a capacidade de ajudar a baixar os níveis de colesterol e por isso têm sido adicionadas a algumas misturas de cereais para pequeno almoço e sumos.